# Anthidiellum rufomaculatum
Anthidiellum rufomaculatum är en biart som först beskrevs av Cameron 1902.  Anthidiellum rufomaculatum ingår i släktet Anthidiellum och familjen buksamlarbin. Inga underarter finns listade i Catalogue of Life.